# Setembre (pel·lícula)
Setembre (títol original: September) és una pel·lícula estatunidenca escrita i dirigida per Woody Allen, estrenada l'any 1987. Ha estat doblada al català.

## Argument
Tot té lloc durant unes vacances en una cabana a Vermont. Lana (Mia Farrow) i Peter (Sam Waterston), escriptor del que està enamorada, passen l'estiu allà, acompanyats d'una amiga, la mare de Lana i el seu actual espòs. Els personatges, després de diversos dies d'interacció, comencen a teixir intricades relacions d'amor i odi, desembocant en un final inevitable per a tothom.
La pel·lícula se situa tota dins de la mateixa casa, sense contacte amb el món exterior, donant un efecte claustrofòbic. Això remet directament a un altre drama del mateix Allen, Interiors, que tanmateix va rebre millors crítiques que aquesta pel·lícula.

## Repartiment
- Mia Farrow: Lane
- Elaine Stritch: Diane
- Jack Warden: Lloyd
- Sam Waterston: Peter
- Dianne Wiest: Stephanie
- Denholm Elliott: Howard
- Rosemary Murphy: la Sra. Mason

## Crítica
- Escenes com en la que Sam Waterston i Diane Weist descobreixen el seu amor són tot un exemple de com fer drama sense caure en el melodrama i l'excés"[3]
- "Excel·lent història (...) tens i asfixiant melodrama a voltes amb la família i les seves misèries. Mia Farrow encapçala l'enlluernador repartiment d'aquesta col·lecció de ressentiments, secrets i mentides"[4]